# Сан-Суси (Гаити)

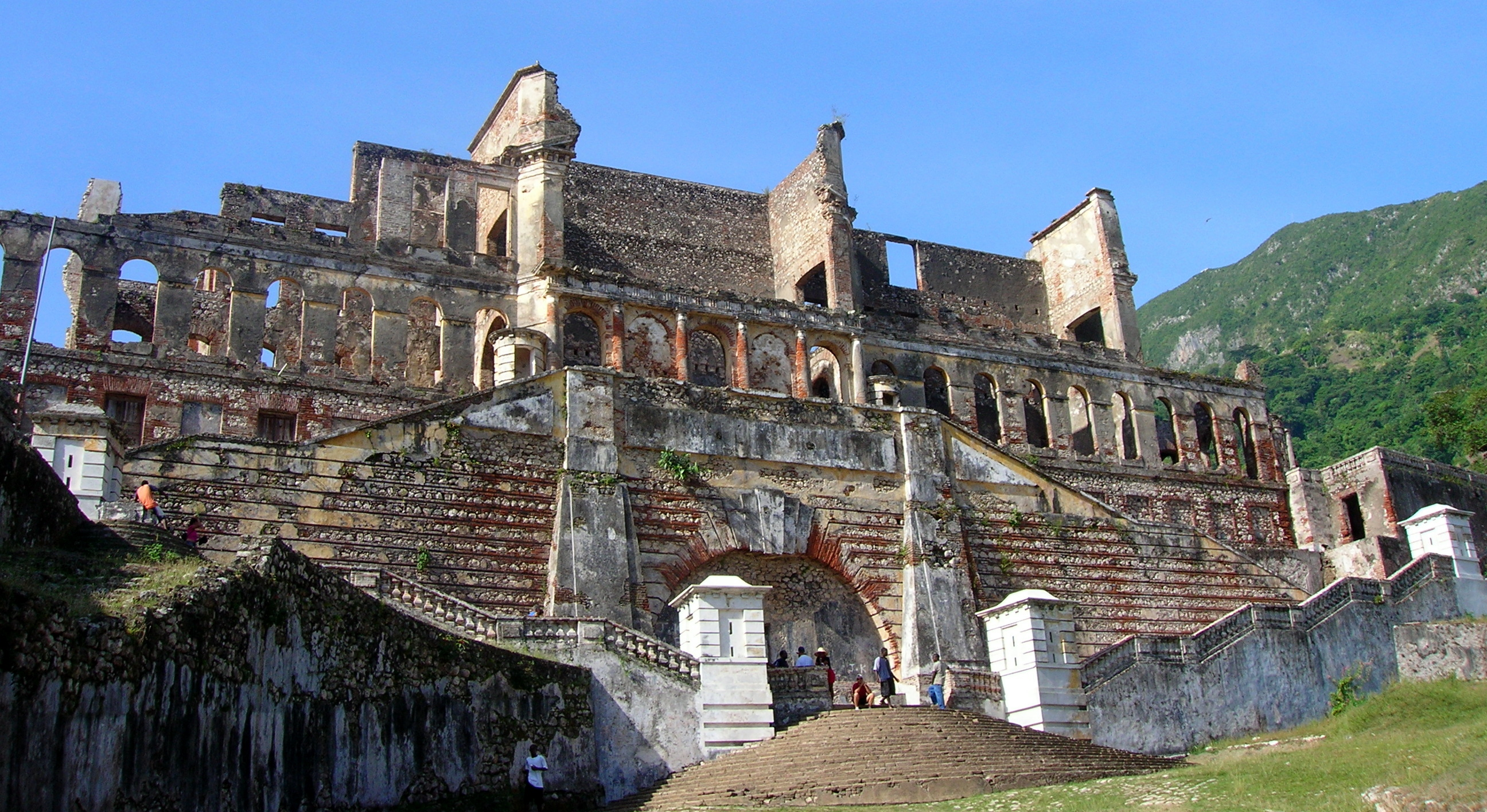
Фасад дворца Сан-Суси.

Сан-Суси (Sans-Souci, что значит «без забот») — полуразрушенный дворец гаитянского короля Анри Кристофа, расположенный в местечке Мило, в 13 км от Кап-Аитьена.
Дворец был возведён в 1810—1813 гг. неподалёку от грандиозной крепости Лаферьер. В 1820 г. в Сан-Суси Анри Кристоф покончил с собой выстрелом серебряной пули, а его сын и наследник Жак-Виктор Анри был заколот штыками восставших.
Местные жители относятся ко дворцу, разрушенному землетрясением 1842 года, с суеверным предубеждением, считая его проклятым.
В 1982 году ЮНЕСКО признало его, наряду с другими памятниками Национального парка Гаити, достоянием всего человечества.